# 메가 (칠레의 텔레비전 네트워크)
메가(Mega)는 칠레의 텔레비전 네트워크다.

## 프로그램 목록
- 아오라 노티시아스(Ahora Noticias)
- 무초 구스토(Mucho gusto)
- 엘 차보 델 오초(El chavo del Ocho) : 텔레비사의 시트콤

## 로고
<

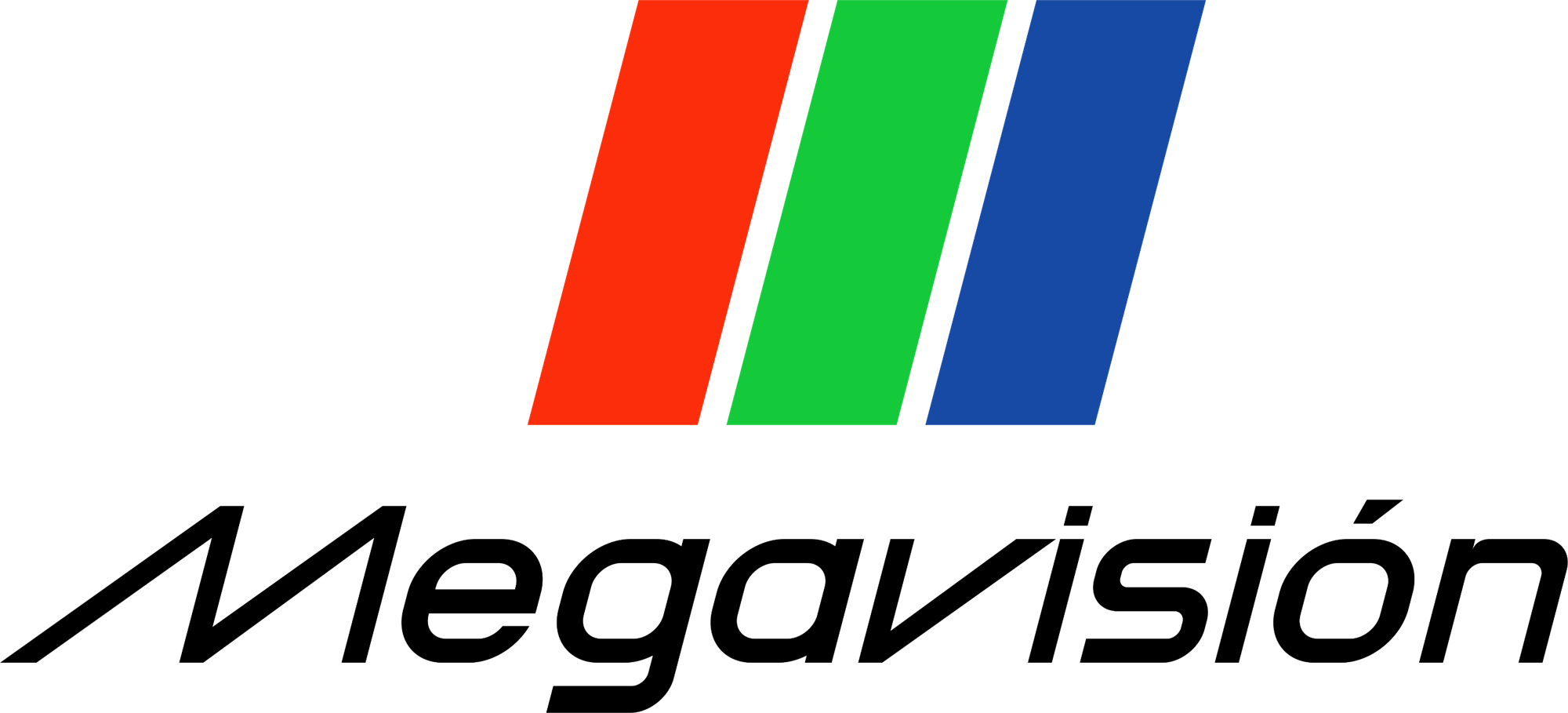
1999-2001
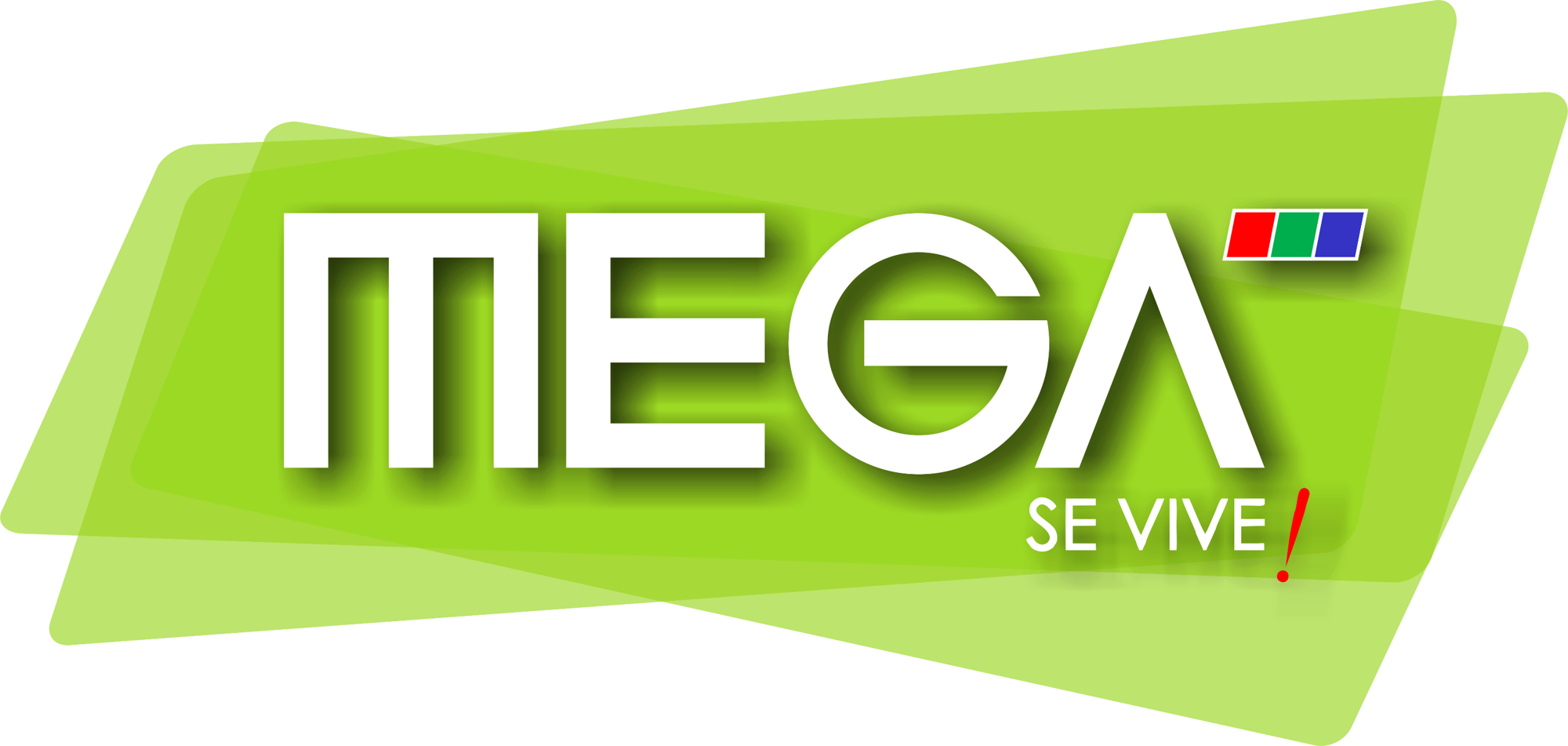
2006-2010
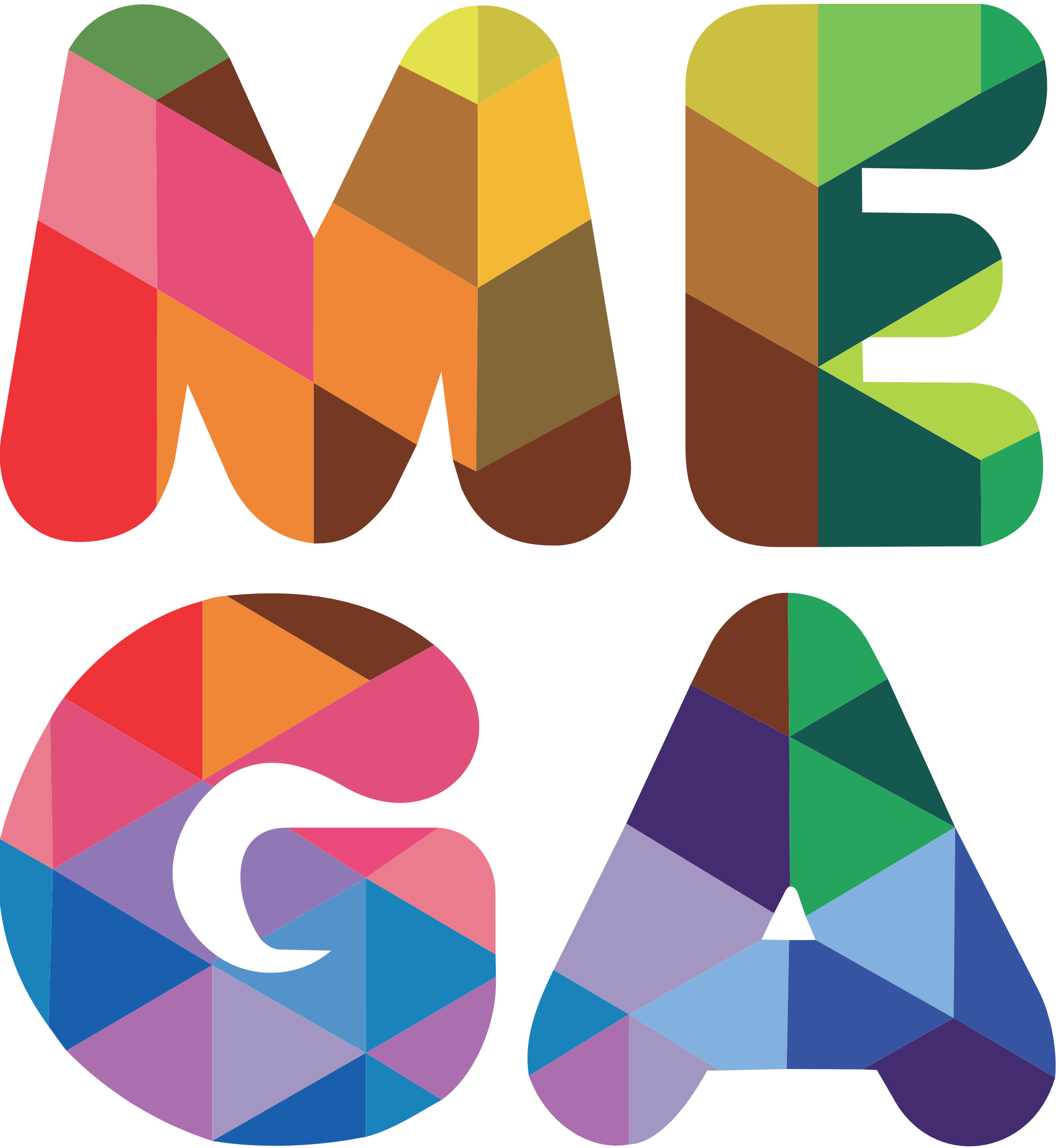
2010-2013
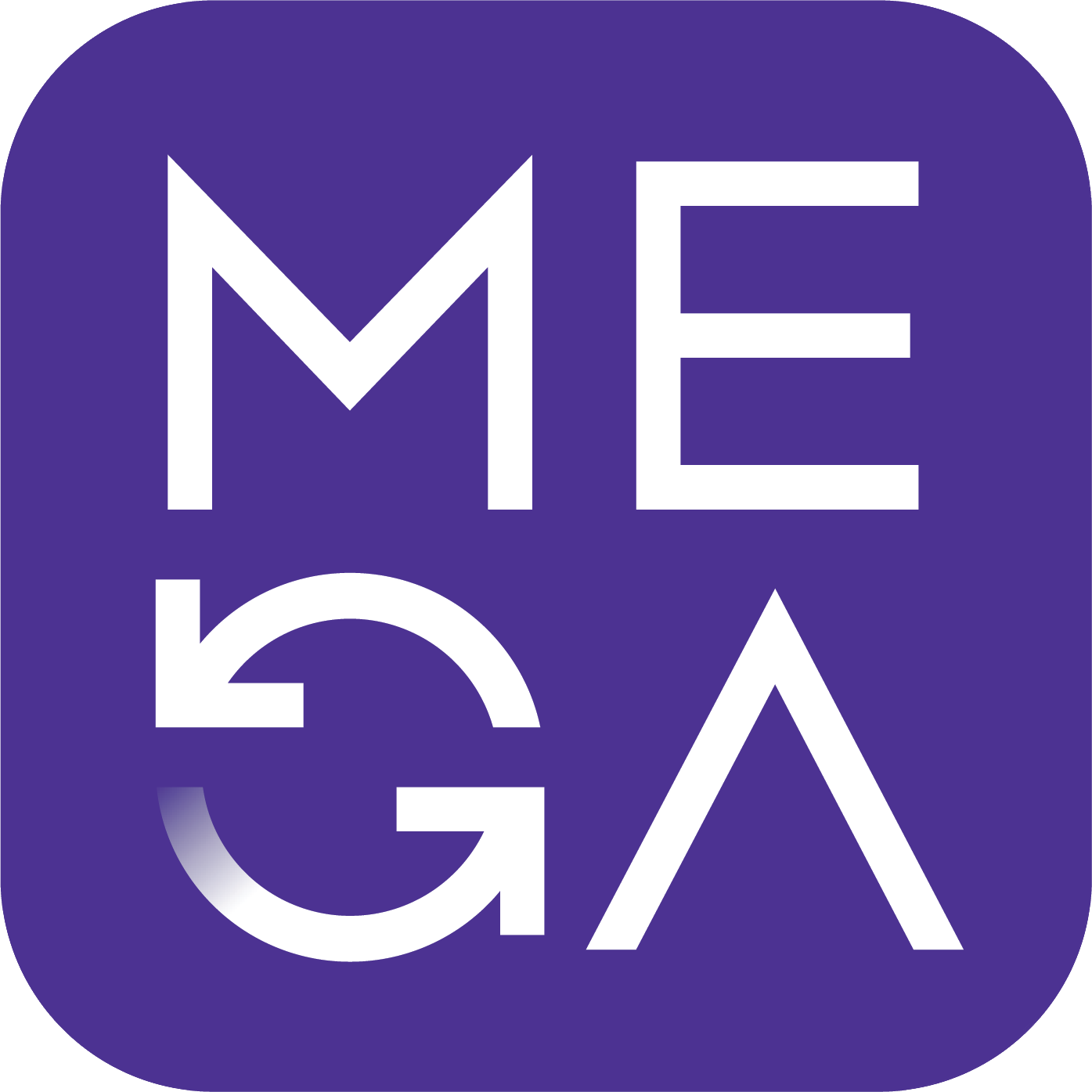
2013-2015
2015-2020
2020–现在

## 같이 보기
- 텔레비시온 나시오날 데 칠레
- 카날 13 (칠레의 텔레비전 채널)
- 칠레비시온